# Rejon bystroistocki
Rejon bystroistocki (ros. Быстроистокский  район) – rejon na terenie wchodzącego w skład Rosji syberyjskiego Kraju Ałtajskiego
Rejon leży w południowo-wschodniej części Kraju Ałtajskiego i ma powierzchnię 1804 km². Na jego obszarze żyje ok. 12,4 tys. osób; całość populacji stanowi ludność wiejska, gdyż w skład tej jednostki podziału terytorialnego nie wchodzi żadne miasto. Ludność rejonu zamieszkuje w 11 wsiach.
Ośrodkiem administracyjnym rejonu jest  wieś Bystryj Istok.
Rejon został utworzony 27 maja 1924 r.